# Lago Hoare
El lago Hoare es un lago de aproximadamente 4,2 kilómetros de largo, ubicado entre el lago Chad y el glaciar Canadá en el valle Taylor, en la Tierra de Victoria, Antártida. Su superficie es de 1,94 kilómetros cuadrados.
El lago Hoare está represado por la lengua del glaciar Canadá; de lo contrario, se drenaría hacia el lago Fryxell, 3 kilómetros al noreste a través de la lengua del glaciar. El lago Chad, a solo 5 metros al sureste del lago Hoare, a veces se desborda en el Hoare.

## Toponimia
El lago fue nombrado por la octava expedición antártica de la Universidad Victoria en Wellington (VUWAE), 1963-1964, en honor al físico Ray A. Hoare, miembro de VUWAE que examinó los lagos en los valles Taylor, Wright y Victoria.

## Reclamaciones territoriales
El área es reclamada por Nueva Zelanda como parte de la Dependencia Ross. Esta reclamación sólo es reconocida por unos pocos países y desde la firma del Tratado Antártico en 1959, lo mismo que otras reclamaciones antárticas, han quedado sujetas a sus disposiciones.